# Твой друг — крыса
«Твой друг — крыса» (англ. Your Friend the Rat) — американский анимационный короткометражный фильм 2007 года от компании Pixar. В нём крысы Реми и Эмиль, главные герои мультфильма «Рататуй», выступают за примирение людей и крыс. Они используют исторические факты, представленные с помощью различных стилей анимации.
Это единственный спецвыпуск Pixar с традиционной анимацией, продолжительность которого всего 11 минут. Он также является 3-м по длительности спецвыпуском Pixar на сегодняшний день. Наряду с двухмерной анимацией, в короткометражке также присутствует stop-motion анимация, компьютерно-генерируемые изображения (CGI) и живое действие, как и в детском телешоу «Маленький любопытный».
Как и в «Рататуе», в короткометражке присутствует музыкальный ряд. Это также единственный специальный фильм Pixar, в котором есть камео главного героя фильма, вышедшего годом позже, — камео ВАЛЛ-И. «Твой друг — крыса» победил в категории «Лучший анимационный короткометражный фильм» на 35-й ежегодной церемонии вручения премии «Энни».

## Сюжет
Реми и Эмиль рассказывают зрителям об истории взаимоотношений людей и крыс, о крысиных заслугах и способностях и о том, что человеку нужно научиться ладить с крысами. Своё выступление они завершают песней «Мы с вами хоть на Марс…».

## Производство
Идея была инициирована Джимом Капобианко после того, как Брэд Льюис отправил электронное письмо с просьбой предоставить дополнительные услуги для DVD. Капобианко думал о образовательном мультике, в котором бы содержалась вся информация, собранная ими о крысах. Представить они решили забавным для зрителей способом. Производство короткометражного фильм началось в течение последнего года производства «Рататуй» и закончилось менее чем за год.
Анимация представляет собой смесь CGI и 2D-анимации. Эмиль и Реми появляются в CGI, а их презентация — в 2D, она охватывает большую часть мультфильма. 2D-анимация в большинстве сцен была сделана с помощью традиционной бумажной анимации с цифровыми чернилами и краской, в то время как несколько сцен, например, видеоролик «Канада против крыс», были сделаны в Toon Boom. Существует также фрагмент живого боевика, клип с изображением Восточная крысиная блоха. А в одном из эпизодов появляется Эмиль Блох из мультфильма «Приключения Флика».
Во время производства Джим Капобианко написал книгу под названием «Твой друг Крыса: Маленькая золотая книга», которая включает музыку и тексты к песне «План Б».